# Tanaecia orphne
Tanaecia orphne är en fjärilsart som beskrevs av Butler 1870. Tanaecia orphne ingår i släktet Tanaecia och familjen praktfjärilar. Inga underarter finns listade i Catalogue of Life.